# Ditionossav
A ditionossav szervetlen oxosav. Tiszta állapotban nem létezik, és nem tudták kimutatni vizes oldatban sem.
Sói a ditionitok. Vízmentesen meglehetősen stabilisak, de víz jelenlétében, savas közegben gyorsan proporcionálódnak:
2 S2O42- + H2O → 2 HSO3- + S2O32-
Lúgos közegben a proporcionálódás lassú:
3 Na2S2O4 + 6 NaOH → 5 Na2SO3 + Na2S + 3H2O

## Felhasználás
A nátrium-ditionit(en) az iparban széles körben használt redukálószer. A textilfestésben, a cellulóz, a szalma, az agyag, a szappanok fehérítésére használják.
A ditionitok redukálják az oldott oxigént és egyéb oxidálószereket, mint pl. hidrogén-peroxid, I2, IO3-, MnO4-.
A CrVI CrIII-má, a TiO2+ TiIII-má redukálódik. A CuI, AgI, PbII, SbIII és BiIII nehézfémionok fémekké redukálhatók. Ezek közül sok reakció hasznos a vízkezelés vagy a környezetvédelem területén.